# Aissirimou
Aissirimou (Aisirimou, Aisrimou) ist ein osttimoresischer Suco im Verwaltungsamt Aileu (Gemeinde Aileu).

## Geographie
Der Suco liegt im Norden des Verwaltungsamts Aileu. Westlich liegt der Suco Seloi Craic, südwestlich der Suco Seloi Malere, südöstlich der Suco Fahiria und östlich der Suco Saboria. Im Norden von Aissirimou liegt das Verwaltungsamt Laulara mit seinen Sucos Madabeno, Cotolau und Talitu. Im Nordosten liegt das Verwaltungsamt Remexio mit den Sucos Acumau und Fahisoi. Aissirimou hat eine Fläche von 31,02 km².
Der Suco teilt sich in die fünf  Aldeias Aituhularan, Bercati, Bessilau, Erkoatun und Hudilaran (Tetum für „Bananenhain“).
Entlang der nördlichen Ostgrenze fließt der Fluss Rureda. Zusammen mit dem in Aissirimou entspringenden Berecau bildet er dann als Berecali den restlichen Teil der Grenze zu Saboria. An der Grenze zu Fahiria trifft auf ihn aus Osten kommend der Huituco und bildet den Mumdonihun, den Grenzfluss zu Fahiria. Die Flüsse gehören zum System des Nördlichen Laclós. Jenseits von Nord- und Westgrenze führt die Überlandstraße von Dili zur Gemeindehauptstadt Aileu an Aissirimou vorbei.
Im Süden des Sucos liegt der Osten von Aileu Vila mit seinem Ortsteil Aissirimou und die Orte Aituhularan (Aitularan) Bercati (Bercate), Urluli und Uaho (Uahu). Im Stadtteil Aissirimou befindet sich eine Sekundärschule, die Escola Comercio e Contabilidade, und das Denkmal für Nicolau Lobato. Es wurde am 27. November 2014 eingeweiht.
Im Norden liegen die Dörfer Erkoatun, Airea, Bislau, Aicoarencoa und Talabela. Aicoarencoa hat eine Grundschule.

## Einwohner

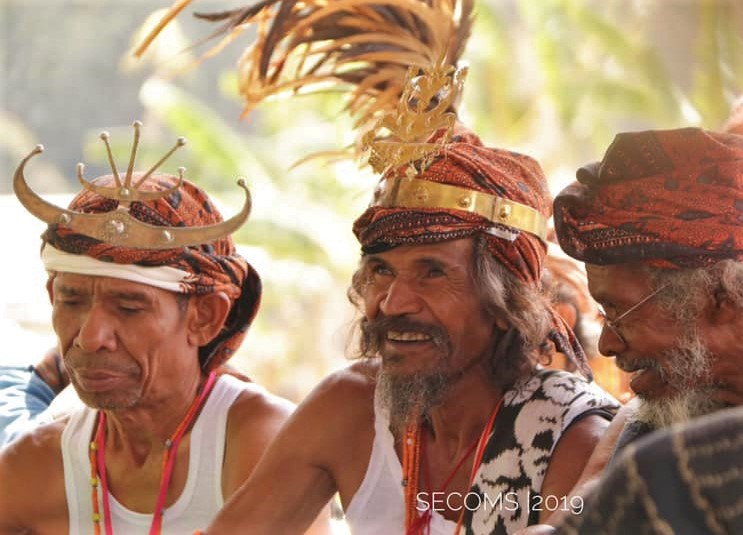
Dorfälteste von Uaho

In Aissirimou leben 2.552 Einwohner (2022), davon sind 1.285 Männer und 1.267 Frauen. Im Suco gibt es 401 Haushalte. Fast 90 % der Einwohner geben Tetum Prasa als ihre Muttersprache an. 8 % sprechen Mambai, knapp 1 % sprechen Tetum Terik.

## Geschichte
Anfang September 1999 zerstörten während der Operation Donner Mitglieder der AHI-Miliz (Aku Hidup dengan Integrasi/Indonesia) systematisch mehrere Sucos in Aileu, so auch Aissirimou am 5. September. Häuser wurden niedergebrannt und das Nutzvieh getötet. Die Einwohner wurden nach Dili gebracht und dann mit Lastwagen weiter nach Atambua im indonesischen Westtimor.

## Politik
Bei den Wahlen von 2004/2005 wurde Ilidio Mau Felo (Elidio Mau-Felo) zum Chefe de Suco gewählt und 2009 sowie 2016 und 2023 in seinem Amt bestätigt.